# Torre d'assedio

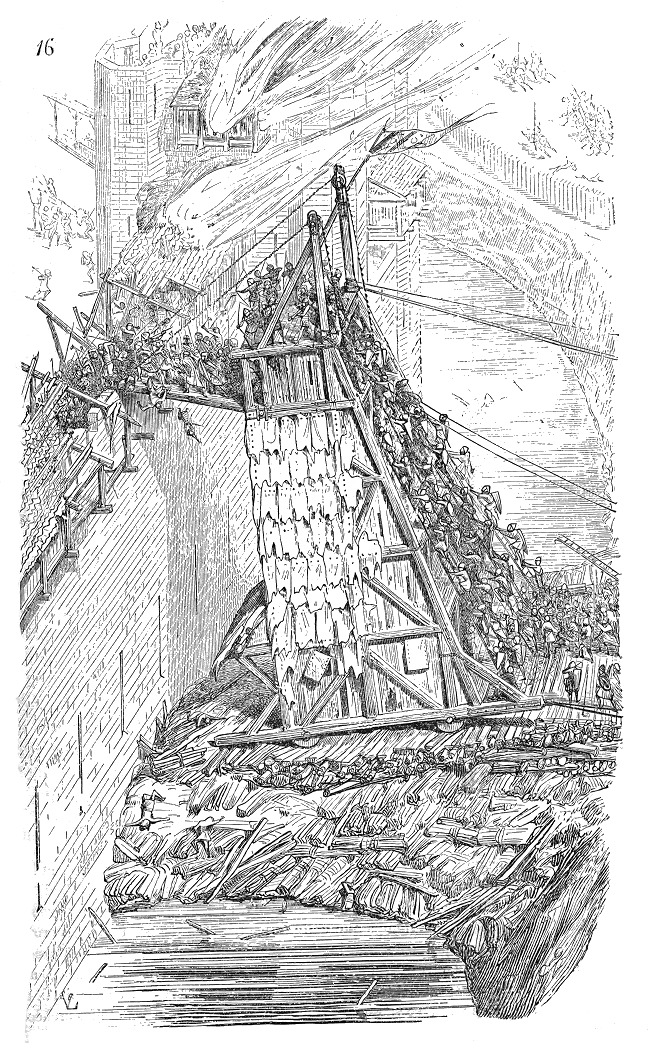

La torre d'assedio o torre mobile è una macchina da guerra usata per raggiungere le mura difensive di una città o fortezza durante un assedio. L'ariete invece era l'arma utilizzata dagli assiri che si doveva usare insieme alla torre d'assedio per scavalcare o aprire una breccia tra le mura.
La torre d'assedio colpiva per la sua imponenza e la sua altezza, che per forza di cose doveva essere superiore a quella delle mura della città assediata. Di importanza fondamentale, per i costruttori delle torri mobili, era conoscere l'altezza delle fortificazioni avversarie nella maniera più accurata possibile.
Le torri d'assedio erano in legno, trainate da buoi e con alcune pareti rivestite con pelli per proteggersi dai dardi nemici. All'interno vi erano diversi piani collegati tra loro con delle scale. In cima vi era un "ponte levatoio" che permetteva l'accesso sulle mura. Avevano base quadrata e per fare in modo che fossero sufficientemente stabili, non solo si restringevano in altezza, ma l'area della piattaforma superiore era pari ad 1/5 della base. Potevano raggiungere altezze considerevoli, come accadde durante le campagne di Alessandro Magno dove una di queste raggiunse la misura di ben 120 cubiti pari a 53 metri. In epoca romana sappiamo che a Masada nel 74 ne fu costruita una di 60 cubiti, pari a circa 26 metri munita anche di catapulte, baliste ed un grande ariete.

## Storia
La prima notizia del loro utilizzo risale al 409 a.C. e si riferisce all'assedio di Selinunte da parte dei Cartaginesi
. Il greco Diade, architetto delle imprese di Alessandro Magno attorno al 330 a.C., che ne realizzò di diverse misure fino ad un'altezza massima di 120 cubiti, pari a 53 metri. Il loro utilizzo era già diffuso in età classica, in particolare al tempo dell'Antica Roma. Basti ricordare alcuni importanti assedi come quelli di Numanzia del 133 a.C., di Avarico del 52 a.C. o Gerusalemme del 70. Questo utilizzo continuò per tutto il Medioevo e anche oltre, quando insieme con le macchine da lancio tradizionali, si erano ormai affermate le nuove artiglierie a polvere pirica.